# Spiegeluniversum
Het spiegeluniversum (Engels Mirror Universe) is een fictief parallel universum uit het Star Trekfranchise. Dit universum werd voor het eerst gezien in de originele serie in de aflevering "Mirror, Mirror". Daaraan dankt het universum ook haar naam.

## Overzicht
Er bestaan talloze parallelle universums in het Star Trekfranchise, zoals te zien in de aflevering "Parallels" van Star Trek: The Next Generation. Het spiegeluniversum komt echter het vaakst voor in Star Trekmedia.
Het spiegeluniversum bevat grotendeels dezelfde personages als het reguliere Star Trekuniversum (zo komen er in dit universum bijvoorbeeld ook een kapitein Kirk en Mr. Spock voor). Maar deze personages hebben heel andere persoonlijkheden. Het spiegeluniversum is een stuk grimmiger en gewelddadiger dan het reguliere universum, en de personages uit dit universum zijn derhalve ook agressiever, achterdochtiger en opportunistisch. Er zijn echter uitzonderingen zoals de spiegelversie van Quark, die juist aardiger en behulpzamer is dan zijn reguliere versie. Daar waar in het reguliere Star Trekuniversum een doorgaans positieve toekomst wordt getoond waarin men zo veel mogelijk conflicten geweldloos probeert te beslechten, is in het spiegeluniversum oorlog aan de orde van de dag.
Niet alle Star Trek-personages hebben tegenhangers in het spiegeluniversum. Zo gingen bijvoorbeeld de spiegelversies van Ben en Jennifer Sisko uit elkaar voordat ze een kind kregen, waardoor er geen spiegelversie bestaat van Jake Sisko. In verschillende Star Trekmedia wordt vermeld dat ten tijde van The Next Generation de meeste mensen in het spiegeluniversum tot slaaf waren gemaakt door andere rassen, waardoor er nooit een spiegelversie van Data is gemaakt.

## Rol in de franchise

### Series
Het spiegeluniversum werd voor het eerst gezien in de originele serie. In de aflevering "Mirror, Mirror" komen Kirk en Spock per ongeluk in het spiegeluniversum terecht, en belanden hun tegenhangers uit dit universum in het reguliere universum. Het idee van parallelle universums werd al eerder gebruikt in de aflevering "The Alternative Factor".
Sinds deze aflevering hebben het spiegeluniversum en personages uit dit universum ook in andere Star Trekseries een rol gespeeld. De serie met de meeste spiegeluniversum-afleveringen was Star Trek: Deep Space Nine. Een ietwat unieke benadering van het Spiegeluniversum werd gezien in de serie Star Trek: Enterprise. In deze serie kwamen twee afleveringen voor die zich geheel afspeelden in het Spiegeluniversum, en waarbij de personages uit dit universum niet het reguliere universum bezochten of vice-versa. Deze afleveringen kregen zelfs hun eigen introfilmpje + titelsong dat aansloot bij het spiegeluniversum.
Een overzicht in chronologische volgorde:
| Serie | #   | Titel                         | Overzicht |
| ----- | --- | ----------------------------- | --- |
| ENT   | 418 | "In a Mirror, Darkly"         | De spiegelversies van Jonathan Archer en Maxwell Forrest ontdekken een schip van 100 jaar in de toekomst, dat naar hun tijd is gereisd via een scheur in tijd en ruimte. Ze worden aangevallen door Tholians en gaan aan boord van de Defiant. De Enterprise ontploft en de overgestapte bemanning gebruikt de superieure technologie van de Defiant om de Tholians te verjagen. Archer vervangt Forrest als kapitein. |
| ENT   | 419 | "In a Mirror, Darkly Part II" | De spiegelversies van de Enterprisecrew ontdekken dat de crew van de Defiant elkaar heeft vermoord als gevolg van de effecten van interfase, waardoor mensen psychopathisch worden. Archer wil met het schip de macht grijpen over het Terran Keizerrijk, maar Hoshi Sato vermoordt hem en voert zelf dit plan uit. |
| TOS   | 204 | "Mirror, Mirror"              | Vier crewleden van de USS Enterprise wisselen per ongeluk van plek met hun tegenhangers uit het spiegeluniversum, en moeten zien te overleven tot ze een weg terug naar huis vinden. |
| TOS   | 309 | "The Tholian Web"             | De USS Defiant (NCC-1764) komt vast te zitten in Interfase in de Tholianruimte, en verdwijnt. Notitie: tot "In a Mirror, Darkly" was er geen connectie tussen deze aflevering en het spiegeluniversum. Geen van de gebeurtenissen uit het spiegeluniversum worden genoemd in deze aflevering. |
| DS9   | 223 | "Crossover"                   | Dr. Bashir en Major Kira komen in het spiegeluniversum terecht, waar inmiddels 100 jaar zijn verstreken sinds de gebeurtenissen uit "Mirror, Mirror". Ze ontdekken dat het Terran Keizerrijk is vervangen door de Alliantie van Klingons, Cardassians, en Bajorans, en dat mensen nu slaven zijn. |
| DS9   | 319 | "Through the Looking Glass"   | De spiegelversie van O'Brien ontvoert Sisko naar het spiegeluniversum. Daar moet hij zich voordoen als zijn tegenhanger uit dit universum, die inmiddels is gestorven, om zo zijn vrouw te redden. |
| DS9   | 420 | "Shattered Mirror"            | Nadat de spiegelversie van Jennifer Sisko Jake ontvoert, moet kapitein Sisko naar het spiegeluniversum reizen om zijn zoon te redden. Daar ontmoet hij de spiegelversie van O'Brien, die Sisko’s hulp wil bij het voorbereiden van een aanval op de alliantie om zo alle mensen te bevrijden. |
| DS9   | 608 | "Resurrection"                | De spiegelversie van Vedek Bareil arriveert in DS9. Zogenaamd om te vluchten voor de Alliantie, maar in werkelijkheid om de Bajoran Bol der Profeties te stelen voor de Intendant. |
| DS9   | 712 | "The Emperor's New Cloak"     | Grand Nagus Zek, de financiële leider van de Ferengi-alliantie, wordt gevangen en naar het spiegeluniversum gebracht als gijzelaar. Quark en Rom moeten een cloaking device betalen als losgeld. |

### Romans
Het spiegeluniversum komt ook een paar maal voor in Star Trekromans. Dit kunnen zowel verhalen zijn die zich geheel afspelen in het spiegeluniversum, als verhalen waarin personages uit het reguliere universum in het spiegeluniversum belanden. Enkele van deze boeken zijn:
- Glass Empires
  - "Age of the Empress"
  - "The Sorrows of Empire"
  - "The Worst of Both Worlds"
- Obsidian Alliances
  - "The Mirror-Scaled Serpent"
  - "Cutting Ties"
  - "Saturn's Children"
- Shards and Shadows
- "Warpath"
- "Fearful Symmetry"
- "Three"

### Spellen
Bepaalde Star Trekcomputerspellen hebben levels die zich afspelen in het spiegeluniversum. Voorbeelden hiervan zijn Star Trek: Shattered Universe, Star Trek: Voyager Elite Force, Star Trek: Starfleet Command, Star Fleet Battles.

## Invloed
Het spiegeluniversum, en dan met name de eerste aflevering waarin dit universum werd gezien, is nadien vaak als inspiratiebron gebruikt voor andere werken waarin de personages in een parallel universum belanden dat in elk opzicht een negatieve of grimmigere versie is van hun eigen universum. Dit concept is onder andere gebruikt in afleveringen van South Park, Hercules: The Legendary Journeys, Mystery Science Theater 3000, Doctor Who, Red Dwarf, Lost in Space , Futurama, Stargate SG-1, Buffy the Vampire Slayer en Charmed.